# Betafunktionen
Betafunktionen är en speciell funktion som definieras som
{\displaystyle \mathrm {\mathrm {B} } (x,y)=\int _{0}^{1}t^{x-1}(1-t)^{y-1}\,dt\!}
om {\displaystyle {\textrm {Re}}(x),{\textrm {Re}}(y)>0.\,}. Funktionen har studerats av Euler och Legendre. 

## Egenskaper
Betafunktionen är symmetrisk:
{\displaystyle \mathrm {B} (x,y)=\mathrm {B} (y,x).\!}
Den kan skrivas på flera ekvivalenta sätt:
{\displaystyle \mathrm {B} (x,y)={\dfrac {\Gamma (x)\,\Gamma (y)}{\Gamma (x+y)}}\!}
{\displaystyle \mathrm {B} (x,y)=2\int _{0}^{\pi /2}(\sin \theta )^{2x-1}(\cos \theta )^{2y-1}\,d\theta ,\qquad \mathrm {Re} (x)>0,\ \mathrm {Re} (y)>0\!}
{\displaystyle \mathrm {B} (x,y)=\int _{0}^{\infty }{\dfrac {t^{x-1}}{(1+t)^{x+y}}}\,dt,\qquad \mathrm {Re} (x)>0,\ \mathrm {Re} (y)>0\!}
{\displaystyle \mathrm {B} (x,y)=\sum _{n=0}^{\infty }{\dfrac {n-y \choose n}{x+n}},\!}
{\displaystyle \mathrm {B} (x,y)={\dfrac {1}{y}}\sum _{n=0}^{\infty }(-1)^{n}{\dfrac {y^{n+1}}{n!(x+n)}}}
{\displaystyle \mathrm {B} (x,y)={\frac {x+y}{xy}}\prod _{n=1}^{\infty }\left(1+{\dfrac {xy}{n(x+y+n)}}\right)^{-1}\!}.
Betafunktionen har flera intressanta egenskaper såsom:
{\displaystyle \mathrm {\mathrm {B} } (x,y+1)={y \over x+y}\mathrm {\mathrm {B} } (x,y)}
{\displaystyle \mathrm {B} (x,y)=\mathrm {B} (x,y+1)+\mathrm {B} (x+1,y)\!}
{\displaystyle \mathrm {B} (x,y)\cdot \mathrm {B} (x+y,1-y)={\dfrac {\pi }{x\sin(\pi y)}}\!}
{\displaystyle \mathrm {B} (x,x)=2^{1-2x}B\left({\frac {1}{2}},x\right).\!}

## Tillväxt
För stora värden på x och y ger Stirlings formel
{\displaystyle \mathrm {B} (x,y)\sim {\sqrt {2\pi }}{\frac {x^{x-{\frac {1}{2}}}y^{y-{\frac {1}{2}}}}{\left({x+y}\right)^{x+y-{\frac {1}{2}}}}}}
Om däremot x är stort och y fixerat är
{\displaystyle \mathrm {B} (x,y)\sim \Gamma (y)\,x^{-y}.}

## Derivata
Betafunktionens derivata är 
{\displaystyle {\partial  \over \partial x}\mathrm {B} (x,y)=\mathrm {B} (x,y)\left({\Gamma '(x) \over \Gamma (x)}-{\Gamma '(x+y) \over \Gamma (x+y)}\right)=\mathrm {B} (x,y)(\psi (x)-\psi (x+y)),}
där {\displaystyle \ \psi (x)} är digammafunktionen.

## Ofullständiga betafunktionen
Ofullständiga betafunktionen definieras som
{\displaystyle \mathrm {B} (x;\,a,b)=\int _{0}^{x}t^{a-1}\,(1-t)^{b-1}\,dt.\!}
Då x = 1 blir den den ordinära betafunktionen.
Den regulariserade ofullständiga betafunktionen definieras som
{\displaystyle I_{x}(a,b)={\dfrac {\mathrm {B} (x;\,a,b)}{\mathrm {B} (a,b)}}.\!}
För heltal a och b får man med partialintegration
{\displaystyle I_{x}(a,b)=\sum _{j=a}^{a+b-1}{\binom {a+b-1}{j}}x^{j}(1-x)^{a+b-1-j}.}

### Egenskaper
{\displaystyle I_{0}(a,b)=0\,}
{\displaystyle I_{1}(a,b)=1\,}
{\displaystyle I_{x}(a,b)=1-I_{1-x}(b,a)\,}
{\displaystyle I_{x}(a+1,b)=I_{x}(a,b)-{\frac {x^{a}(1-x)^{b}}{aB(a,b)}}\,}.